# Philippe Nozières
Philippe Nozières (1932-15 de junio de 2022) fue un físico francés que trabaja en el Instituto Laue-Langevin en Grenoble, Francia.

## Carrera Académica
Estudió en la École Normale Supérieure de París y realizó investigaciones en la Universidad de Princeton, en Princeton, Nueva Jersey. Se ha desempeñado como profesor en la Universidad de París y en la Universidad de Grenoble. Su investigación se basa actualmente en el Institut Laue-Langevin en Grenoble.

## Investigación
Su trabajo se interesó en diversas facetas de los problema muchos cuerpos. Hizo importantes contribuciones para entender la teoría fundamental de los sólidos, sobre todo al comportamiento de los electrones en los metales. En un corto período, ha contribuido profundamente a la noción de cuasipartículas y su relación con los líquidos de Fermi, a la dinámica de los sistemas locales de los metales, a los fenómenos irreversibles en la física cuántica. A través de su libro (problemas de N-cuerpo) y su investigación, ha establecido una escuela francesa en física del estado sólido durante los últimos 20 años, cuya influencia se extiende por todo el mundo. Su trabajo se centra actualmente en crecimiento de cristales y de superficie física.

## Premio Wolf
En 1984/85, fue galardonado con el Premio Wolf en Física, junto con Conyers Herring de la Universidad de Stanford, por "sus importantes contribuciones a la teoría fundamental de los sólidos, especialmente del comportamiento de los metales electronsin".